# فلورهام پارک، نیوجرسی
فلورهام پارک (به انگلیسی: Florham Park) شهری در ایالت نیوجرسی کشور ایالات متحده آمریکا است که جمعیت آن در سرشماری سال ۲۰۱۰ میلادی، ۱۱٬۶۹۶ نفر بوده‌است.